# Dagerort
Dagerort (estniska: Kalana, Ristna) är en udde och en by i västra Estland. Den ligger på halvön Kõpu poolsaar som utgör Dagös västligaste udde och ligger på öns utsida mot Östersjön. Den ligger i Dagö kommun i landskapet Hiiumaa (Dagö), 160 km väster om huvudstaden Tallinn. 
Längst ut på udden står Ristna fyr (Ristna tuletorn), längre in åt land står Kõpu fyr sedan 1531. En landtunga som skjuter ut på uddens norra del benämns Ristna Säär.